# Kerberosaurus manakini
Il kerberosauro (Kerberosaurus manakini) era un dinosauro erbivoro appartenente agli adrosauri, o dinosauri a becco d'anatra. Visse nel Cretaceo superiore (Maastrichtiano, circa 70 milioni di anni fa) e i suoi resti sono stati ritrovati in Russia orientale, nella regione dell'Amur.

## Descrizione
Questo dinosauro è noto grazie al ritrovamento di parti di cranio, compresa la scatola cranica. La parte anteriore del muso era piatta e bassa, simile a quella di Edmontosaurus, ma la parte posteriore probabilmente portava una sorta di piccola cresta nei pressi della regione degli occhi, come quella presente in Prosaurolophus. Nonostante non si conosca lo scheletro postcranico, Kerberosaurus doveva avere un corpo voluminoso come tutti gli adrosauri, con forti zampe posteriori e una coda appiattita lateralmente.

## Classificazione
La forma del cranio suggerisce che questo animale appartenesse ai saurolofini, una sottofamiglia di dinosauri a becco d'anatra privi di creste cave sul cranio. In particolare, le parentele di Kerberosaurus vanno ricercate con Prosaurolophus e Saurolophus, che possedevano creste di osso pieno. Uno studio di Bolotsky e Godefroit (2004) suggerisce interessanti implicazioni paleobiogeografiche: sembra che il gruppo dei "saurolofi" si sia originato in Asia all'inizio del Campaniano dal gruppo degli "edmontosauri", e che poi si sia spostato verso il Nordamerica lasciando in Asia popolazioni relitte che infine diedero origine a Kerberosaurus. Successivamente altri saurolofi ritornarono in Asia attraverso il "ponte di Bering" per dare origine alla specie Saurolophus angustirostris.